# Pièces de monnaie en leu moldave
Les pièces de monnaie moldaves sont une des représentations physiques, avec les billets de banque, de la monnaie de la Moldavie.

## Unité monétaire moldave
Le leu moldave (MDL)  est la devise de la Moldavie.
Un leu est divisé en 100 bani.

## Pièces de monnaie de Moldavie
Le 27 août 1991, la Moldavie proclame son indépendance.
Dès 1992, des pièces de 1 leu et 5 lei sont frappées, mais restent peu de temps en circulation.
| Valeur | Paramètres techniques | Paramètres techniques | Paramètres techniques | Description                                                                                           | Description | Description | Dates      |
| Valeur | Diamètre              | Poids                 | Composition | Avers                                                                                                 | Revers | Artiste     | Millésimes |
| ------ | --------------------- | --------------------- | --- | --- | --- | ----------- | ---------- |
| 1 leu  |                       |                       | | le blason de la république de Moldavie sur une branche de chêne avec l'inscription REPUBLICA MOLDOVA. | La valeur faciale 1 LEU, au centre, avec le millésime surmonté de la lettre M (Moldavie), sur un carré sur pointe. |             | 1992       |
| 5 lei  |                       |                       | La valeur faciale 5 LEI, au centre, avec le millésime à droite et la lettre M (Moldavie), sur un carré sur pointe à gauche | le blason de la république de Moldavie sur une branche de chêne avec l'inscription REPUBLICA MOLDOVA. | | 1993        |            |

Une seconde série de pièces est frappée dès 1993. Elle comprend des pièces de 1, 5, 10 et 25 bani. La pièce de 50 bani vient s'ajouter à la série en 1998.
| Valeur  | Paramètres techniques | Paramètres techniques | Paramètres techniques | Description                                                                                           | Description | Description | Dates      |
| Valeur  | Diamètre              | Poids                 | Composition           | Avers                                                                                                 | Revers | Artiste     | Millésimes |
| ------- | --------------------- | --------------------- | --------------------- | --- | --- | ----------- | ---------- |
| 1 ban   | 14,5 mm               | 0,67 g                | aluminium             | le blason de la république de Moldavie sur une branche de chêne avec l'inscription REPUBLICA MOLDOVA. | La valeur faciale 1 BAN, au centre, avec le millésime et la lettre M (Moldavie), sur un carré sur pointe.                                 |             | 1993       |
| 5 bani  | 16,0 mm               | 0,75 g                | aluminium             | le blason de la république de Moldavie sur une branche de chêne avec l'inscription REPUBLICA MOLDOVA. | La valeur faciale 5 BANI, au centre, entre deux branches de chêne, avec le millésime et la lettre M (Moldavie), sur un carré sur pointe.  |             | 1993       |
| 10 bani | 16,6 mm               | 0,85 g                | aluminium             | le blason de la république de Moldavie sur une branche de chêne avec l'inscription REPUBLICA MOLDOVA. | La valeur faciale 10 BANI, au centre avec le millésime et la lettre M (Moldavie), sur un carré sur pointe.                                |             | 1993       |
| 25 bani | 17,5 mm               | 0,95 g                | aluminium             | le blason de la république de Moldavie sur une branche de chêne avec l'inscription REPUBLICA MOLDOVA. | La valeur faciale 25 BANI, au centre, entre deux branches de chêne, avec le millésime et la lettre M (Moldavie), sur un carré sur pointe. |             | 1993       |
| 50 bani | 19,0 mm               | 3,10 g                |                       | le blason de la république de Moldavie sur une branche de chêne avec l'inscription REPUBLICA MOLDOVA. | La valeur faciale 50 BANI, au centre, entre des branches de vigne et des grappes de raisin, avec le millésime.                            |             | 1998       |

Une troisième série est frappée dès 2018. Elle comprend des pièces de 1, 2, 5 et 10 lei, pour lesquels existait jusque-là des billets.
| Valeur | Paramètres techniques | Paramètres techniques | Paramètres techniques                                  | Image | Dates      |
| Valeur | Diamètre              | Poids                 | Composition                                            | Avers | Millésimes |
| ------ | --------------------- | --------------------- | ------------------------------------------------------ | ----- | ---------- |
| 1 leu  | 21,5 mm               | 4,45 g                | placage de nickel                                      |       | avril 2018 |
| 2 lei  | 23,7 mm               | 6,7 g                 | placage de nickel                                      |       | avril 2018 |
| 5 lei  | 24,4 mm               | 7,1 g                 | placage de nickel (centre) placage de laiton (contour) |       | début 2019 |
| 10 lei | 25,3 mm               | 7,65 g                | placage de laiton (centre) placage de nickel (contour) |       | début 2019 |